# Bisdom Brooklyn
Het bisdom Brooklyn (Latijn: Dioecesis Bruklyniensis) is een rooms-katholiek bisdom met als zetel Brooklyn, een van de vijf stadsdelen van de Amerikaanse stad New York. Het omvat de stadsdelen Brooklyn en Queens. Het bisdom is suffragaan aan het aartsbisdom New York. 

## Geschiedenis
Het bisdom werd opgericht op 29 juli 1853, uit delen van het aartsbisdom New York. Op 19 juli 1850 veranderde het van kerkprovincie en werd suffragaan aan het nieuw verheven aartsbisdom New York. In 1957 verloor het gebied bij de oprichting van het bisdom Rockville Centre. 

## Parochies
Het bisdom had in 2022 een oppervlakte van 467 km2 en telde 5.109.000 inwoners waarvan 30,0% rooms-katholiek was.

## Bisschoppen
- John Loughlin (29 juli 1853 - 29 december 1891)
- Charles Edward McDonnell (11 maart 1892 - 8 augustus 1921)
  - George William Mundelein (hulpbisschop: 30 juni 1909 - 9 december 1915; kardinaal in 1924)
- Thomas Edmund Molloy (21 november 1921 - 26 november 1956; hulpbisschop sinds 28 juni 1920, aartsbisschop op persoonlijke titel sinds 7 april 1951)
  - Raymond Augustine Kearney (hulpbisschop: 22 Dec 1934 - 1 oktober 1956)
  - John Joseph Boardman (hulpbisschop: 28 maart 1952 - oktober 1977)
  - Edmund Joseph Reilly (hulpbisschop: 15 maart 1955 - 3 november 1958)
  - Charles Richard Mulrooney (hulpbisschop: 24 februari 1959 - 13 januari 1981)
- Bryan Joseph McEntegart (16 april 1957 - 15 juli 1968; aartsbisschop op persoonlijke titel sinds 15 april 1966)
  - Joseph Peter Michael Denning (hulpbisschop: 24 februari 1959 - 13 Apr 1982)
- Francis John Mugavero (15 juli 1968 - 20 februari 1990)
  - John Joseph Snyder (hulpbisschop: 13 december 1972 - 2 oktober 1979)
  - Anthony Joseph Bevilacqua (hulpbisschop: 4 oktober 1980 - 10 oktober 1983; kardinaal in 1991)
  - Joseph Michael Sullivan (hulpbisschop: 4 oktober 1980 - 12 mei 2005)
  - René Arnold Valero (hulpbisschop: 4 oktober 1980 - 27 oktober 2005)
- Thomas Vose Daily (20 februari 1990 - 1 augustus 2003)
  - Gerald Michael Barbarito (hulpbisschop: 28 juni 1994 - 26 oktober 1999)
  - Ignatius Anthony Catanello (hulpbisschop: 28 juni 1994 - 20 september 2010)
- Nicholas Anthony DiMarzio (1 augustus 2003 - 29 september 2021)
  - Pierre Marie Guy Sansaricq (hulpbisschop: 6 juni 2006 - 6 oktober 2010)
  - Frank Joseph Caggiano (hulpbisschop: 6 juni 2006 - 31 juli 2013)
  - Octavio Cisneros (hulpbisschop: 6 juni 2006 - 30 oktober 2020)
  - Raymond Francis Chappetto (hulpbisschop: 2 mei 2012 - 7 maart 2022)
  - Paul Robert Sanchez (hulpbisschop: 2 mei 2012 - 30 maart 2022)
  - James Massa (hulpbisschop: 19 mei 2015 - heden)
  - Witold Mroziewski (hulpbisschop: 19 mei 2015 - heden)
  - Neil Edward Tiedemann (hulpbisschop: 29 april 2016 - 30 juni 2023)
- Robert John Brennan (29 september 2021 - heden)

## Galerij van afbeeldingen

Wapen van het bisdom
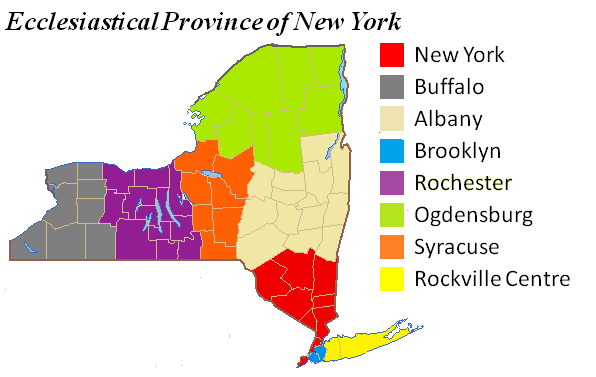
Kerkprovincie met aartsbisdom en suffragane bisdommen
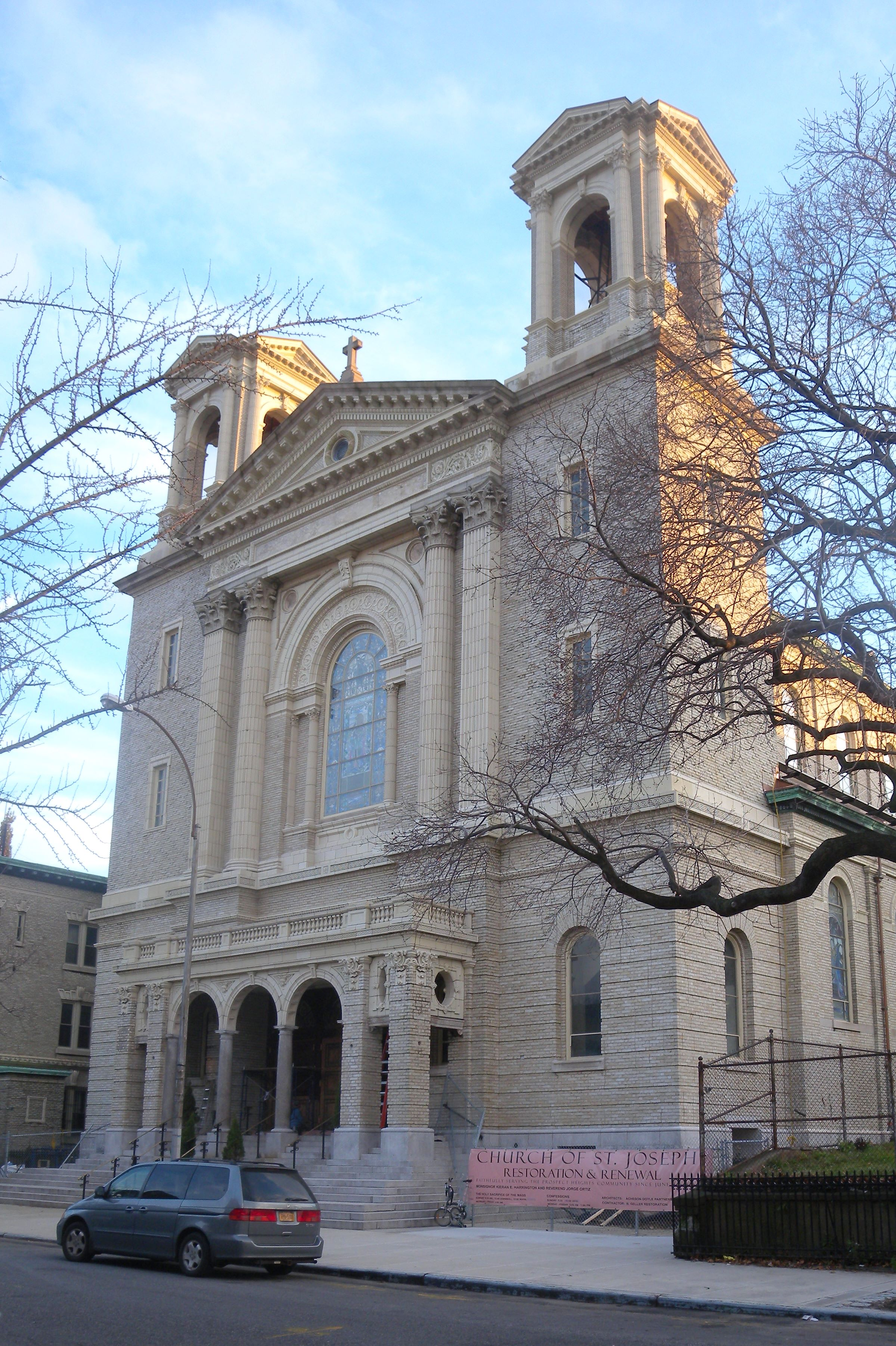
Co-Cathedral of Saint Joseph in 2011, sinds 2013 cokathedraal
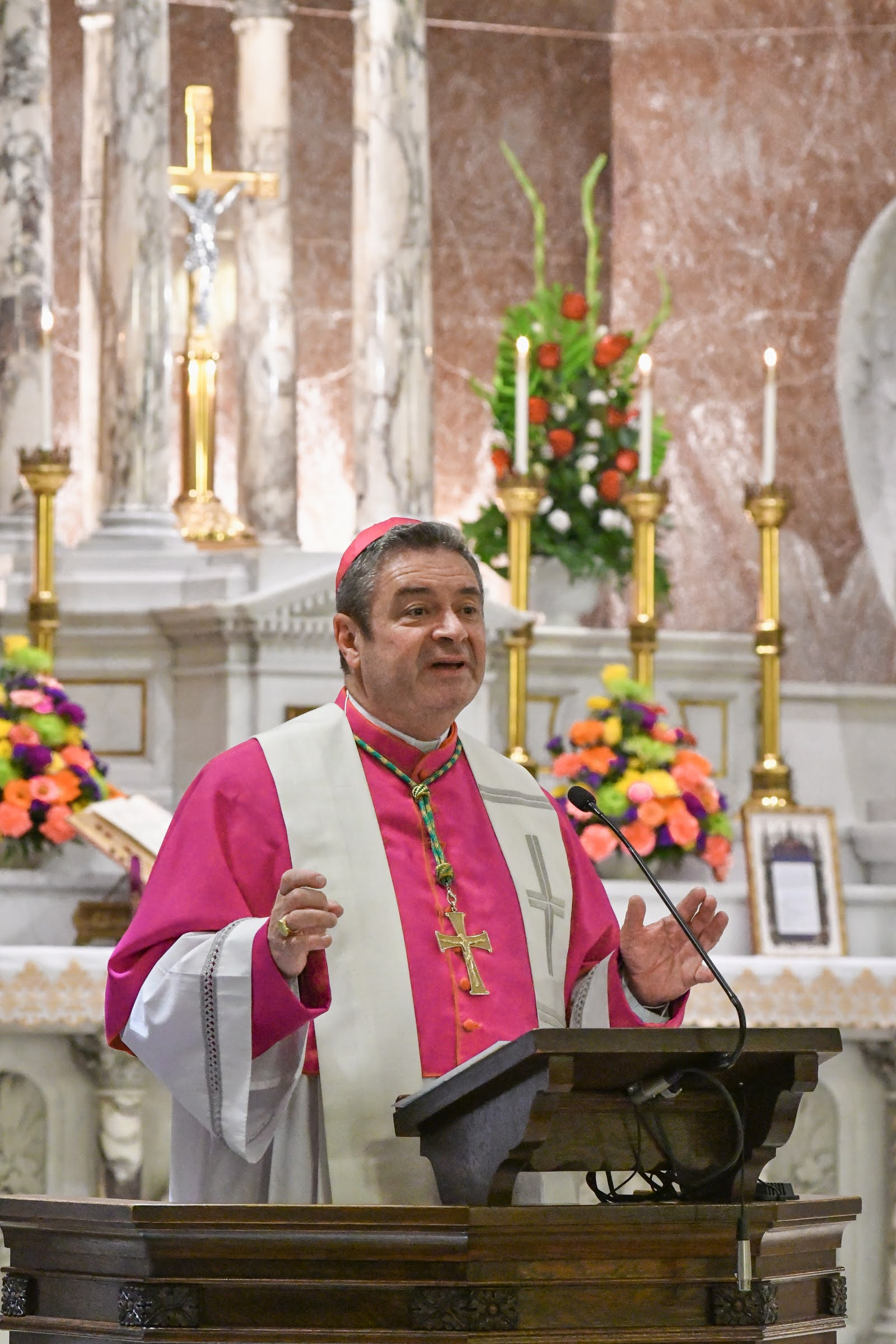
Bisschop Robert Brennan (2021-heden)

New York (aartsbisdom) · Albany · Brooklyn · Buffalo · Ogdensburg · Rochester · Rockville Centre · Syracuse